# Tylophora badia
Tylophora badia là một loài thực vật có hoa trong họ La bố ma. Loài này được (E. Mey.) Schltr. miêu tả khoa học đầu tiên năm 1896.